# Targi Mody Poznań
Targi Mody Poznań – odbywające się dwa razy do roku, w Poznaniu, na terenie Międzynarodowych Targów Poznańskich, biznesowe spotkania przedstawicieli branży mody. Impreza składa się z kilku ekspozycji: Next Season, Fast Fashion oraz BTS. 
Targi Mody Poznań mają charakter międzynarodowy i pełnią rolę łącznika pomiędzy producentami i dystrybutorami a handlowcami, właścicielami sklepów oraz ich kadrą zarządzającą. Przy okazji imprezy przyznawane są Złote Medale MTP oraz Fashion Website Awards.